# ميغ هيمفيل
ميغ هيمفيل (باليابانية: ヘンプヒル恵؛ بالكانا: ヘンプヒル めぐ) هي منافسة ألعاب القوى يابانية، ولدت في 23 مايو 1996 في كيوتو في اليابان.

## وصلات خارجية
- ميغ هيمفيل على موقع الاتحاد الدولي لألعاب القوى (الإنجليزية)